# Robert Howard (Leichtathlet)
Robert Howard (Robert R. Howard; * 26. November 1975 in Brooklyn; † 14. August 2004 in Little Rock) war ein US-amerikanischer Dreispringer.
1996 wurde er Achter bei den Olympischen Spielen in Atlanta. Im Jahr darauf schied er bei den Leichtathletik-Weltmeisterschaften in Athen in der Qualifikation aus und gewann Bronze bei der Universiade. Nachdem er 1999 wegen einer Knöcheloperation pausieren musste, gewann er im Jahr darauf den US-Ausscheidungskampf für die Olympischen Spiele in Sydney, bei denen er Siebter wurde. 2001 scheiterte er bei den Weltmeisterschaften in Edmonton in der Qualifikation.
2004 verpasste er als Fünfter der US-Ausscheidungskämpfe die Teilnahme an den Olympischen Spielen in Athen.
Wenige Stunden nach deren Eröffnung sprang Howard in den frühen Morgenstunden vom zehnten Stock eines Wohnheims der University of Arkansas for Medical Sciences, an der er als Student eingeschrieben war, in den Tod. Den Ermittlungen der Polizei zufolge hatte er vor seinem Suizid seine zweite Ehefrau Robin Lynn Mitchell, die als Neurochirurgin an der University of Arkansas tätig war, mit über 50 Messerstichen getötet.
Robert Howard war 1,78 m groß und wog 75 kg. Er wurde von Dick Booth trainiert und startete für das Team der Firma Reebok.

## Persönliche Bestleistungen
- Dreisprung: 17,11 m, 17. April 1998, Fayetteville
  - Halle: 17,04 m, 8. März 1997, Indianapolis
- Weitsprung: 8,40 m, 17. Mai 1997, Auburn
  - Halle: 8,16 m, 7. März 1997,	Indianapolis